# Paul van den Hout
Paul van den Hout (* 1963 in Goirle, Niederlande) ist ein niederländischer Bildhauer, Maler und Installationskünstler.

## Leben
Paul van den Hout studierte von 1983 bis 1988 an der Koninklijke Academie voor Kunst en Vormgeving in ’s-Hertogenbosch (heute Akademie voor Kunst en Vormgeving St. Joost in Breda und ’s-Hertogenbosch). 1992 und 1999 wurde er vom Künstlerprojekt Werkbeurs des Fonds voor Beeldende Kunsten, Vormgeving en Bouwkunst (Fonds BKVB) in Amsterdam gefördert. Im Jahr 1996 war er zu einem Studienaufenthalt im International Centre for Cultural Development (I.C.C.D.) in Trivandrum in Indien. 1996 und 2000 nahm er jeweils an dem geförderten Project Subsidie des Centrums Beeldende Kunst Rotterdam (CBK) in Rotterdam teil. 1995, 2001 und 2005 erhielt er jeweils ein Stipendium des Fonds BKVB.
Sein künstlerisches Werk besteht vor allem aus Skulpturen und Plastiken mit oft fließenden Übergängen zueinander sowie aus Installationen. Weitere künstlerische Ausdrucksformen von Paul van den Hout sind die Zeichnung, Malerei und Fotografie sowie die Druck- und Plakatkunst. Ein weiteres künstlerisches Ausdrucksmittel sind Musikinstrumente, die er als Teile von Skulpturen oder Installationen verwendet oder die er manchmal bei eigenen Performances einsetzt. Seine Motive und künstlerischen Bezüge findet er vor allem in der Populärkultur, wobei die Spanne von Comics sowie Computerspiel-Ikonographie bis hin zur Popmusik und Underground-Musik reicht. Er überarbeitet und verwendet diese Motive in einem oft „witzigen oder nachdenklichen Spiel mit Bildern und Ideen“.
Zu seinen Skulpturen, Plastiken und Installationen gehören oft skurril wirkende Figuren, die er als „soul searchers“ (deutsch Sinnsucher) und „fortune seekers“ (deutsch Glücksritter) bezeichnet. Van den Hout verwendet dabei verschiedene Materialien wie Kunststoffe, Textil, Holz, Metall und Farbe, aus den er lebensgroße vermenschlichte Formen schafft. Viele seiner Arbeiten, wie die „Pilgrims“ (deutsch Pilger), stehen dabei auf realistisch ausgeformten menschlichen Füßen.
Seit 2000 befasst er sich auch mit Internetkunst und betreibt neben seiner Homepage inzwischen drei verschiedene und jeweils englischsprachige Websites als Kunstprojekte. Sein drittes, im Oktober 2011 begonnenes Internetkunstprojekt, bei dem er in Form eines Blogs unter anderem aktuelle „große“ Gegenwartskunst und -künstler vorstellt, benannte er in Anspielung auf den deutschen Begriff „Papierschnittwunde“ als Poster project Papierschnittwunde.
Van den Houts Werke wurden bereits auf zahlreichen Kunstausstellungen in mehreren Ländern in Europa, Asien und Nordamerika gezeigt.
Paul van den Hout lebt und arbeitet in Rotterdam.

## Werke (Auswahl)
Skulpturen/Plastiken
- 2011: Dice Men, Holz, Kunststoff, Farbe, Pokerchips, 20 × 20 × 30 cm
- 2011: Security, Holz, Farbe, 80 × 60 × 190 cm
- 2011: Art Freshner: Romanticism, cut out print on board, 40 × 75 cm
- 2011: 20th Century Nostalgia (Pall Mall), Holz, Farbe, 63 × 75 × 138 cm
- 2011: 20th Century Nostalgia (Chesterfields), Holz, Farbe, 100 × 150 × 50 cm

Installationen/Skulpturen
- 2011: Les Pauls (installation in collaboration with Paul Posse), Holz, Farbe, Fotoarbeit von Paul Posse, 300 × 500 × 250 cm
- 2011: 21st Century Nostalgia – YouTube, Holz, Farbe, Aluminium, 10 × 57 × 63 cm
- 2011: 21st Century Neoclassicism (Have A Nice Day!), Holz, Farbe, 10 × 67 × 67 cm

Fotokunst
- 2011: 20th Century Nostalgia I, Fotomontage
- 2011: 20th Century Nostalgia II, Fotomontage
- 2011: 21st Century Nostalgia I, Fotomontage
- 2011: 20th Century Nostalgia (T65), Fotomontage
- 2011: Decade, Fotomontage
- 2011: 20th Century Nostalgia (T65) / 20th Century Nostalgia II, C-print, Aluminium, 30 × 30 cm

Plakatkunst
- 2010: Liberty Roulette, Offsetdruck, 42 × 60 cm
- 2010: Fitness Feedback, Offsetdruck, 42 × 60 cm
- 2011: Aut-O-Bric-O-Lage, Offsetdruck, 42 × 60 cm

Internetkunstprojekte
- 2000–2002: Green Groceries – „green onion’s omni-cultural and multi-instrumental magazine“ (englisch, Website)
- 2005: Green Onion – „A more extensive insight in the work of Paul van den Hout“ (englisch, Website)
- 2011: Poster project Papierschnittwunde – „Poster publications“ (englisch, Website)

## Ausstellungen (Auswahl)

### Einzelausstellungen
- 1995: Centrum Beeldende Kunst Villa Alckmaer in Rotterdam, Niederlande
- 1996: Sports & Musicals, International Centre for Cultural Development (I.C.C.D.) in Trivandrum, Indien
- 2001: Tent / Centrum Beeldende Kunst Rotterdam (CBK) in Rotterdam
- 2002: Piramal Art Gallery / National Centre Performing Arts (NCPA) in Mumbai, Indien
- 2004: Museum Nagsael in Rotterdam
- 2006: Kunst Rotterdam Noord in Rotterdam
- 2009: Heaven Home, Cirkulations Centralen in Malmö, Schweden

### Gruppenausstellungen
- 1999: Collect/Recollect, Museum Boijmans Van Beuningen in Rotterdam
- 2001: White Light, De Vishal in Haarlem, Niederlande
- 2004: Home With No Walls, National Centre Performing Arts (NCPA) in Mumbai, Indien
- 2008: G58-G59 Mass-akker, Verbeke Foundation in Kemzeke, Belgien
- 2009: Nomads/Van De Straat, Centrum Beeldende Kunst Rotterdam (CBK) in Rotterdam
- 2010: Supermarket Art Fair, Cirkulations Centralen in Malmö, Schweden
- 2010: Nederpop-Up Shop!, NL – The Dutch Cultural Pop-Up Space in London, Vereinigtes Königreich[1]